# Los padrinos mágicos: ¡Se acabó la escuela! - El musical
¡Se acabó la escuela! - El musical (School's Out! The Musical) es la tercera "película" de la serie animada Los Padrinos Mágicos.

## Argumento
Luego de que sus padres payasos lo abandonaran accidentalmente al pensar que estaba en peligro, un Payaso Bob bebé es hallado al costado de una carretera en Kansas por los Pixies H.P. y Sanderson, quienes deciden usarlo como peón en un plan de 37 años.
37 años después, Timmy Turner y sus amigos salen de la escuela para sus vacaciones de verano y comienzan a causar estragos en la ciudad, gracias a que los Pixies intensificaban secretamente su diversión. Buscando una respuesta, los padres conocen al Payaso Bob, ahora empresario, quien recomienda poner a los niños en su Aprendetorium antes de que se lastimen y les causen más daños. Timmy y los otros niños son dejados en el Aprendetorium por sus padres aliviados.
Con todos los niños atrapados en el Aprendetorium sin nada que hacer, H.P. y Sanderson convencen a Timmy de que los adultos son la causa raíz de sus problemas actuales. Alentado por los Pixies, Timmy desea que los niños estén a cargo del mundo. Como presidente del nuevo Mundo de los Niños, Timmy hace que Chester destruya el Aprendetorium. Con los niños a cargo y recibiendo todo lo que quieren, Jorgen Von Estrángulo se ve obligado a devolver a los padrinos al Mundo Mágico, ya que no se los necesita más.
Sin los padrinos mágicos en la Tierra, los Pixies tienen el control total de la magia. Bob confronta a Timmy, enojado con él por hacer que los niños gobernaran la Tierra y destruyeran el Aprendetorium, pero Timmy dice que lo destruyó porque era aburrido. Los Pixies entonces revelan que habían estado criando a Bob para que, con el pasar de los años, creyera que las actividades sosas y aburridas eran divertidas, llevándolo así a construir el Aprendetorium basándose en un sueño aparente con el que Timmy acabó. Actuando como sus padrinos mágicos, los Pixies le ofrecen a Bob el poder de cambiar al mundo según su visión. Bob acepta, a pesar de las plegarias sinceras de Timmy para que considerara cómo se sentirían sus padres sobre ello. Concediendo el deseo, los Pixies obtienen control tanto de la Tierra como del Mundo Mágico, que son modelados según las visiones de Bob y los Pixies, respectivamente. Jorgen pone a Cosmo y a Wanda en la Cárcel Mágica, pero estos escapan distrayéndolo con una canción emotiva sobre su amor mutuo pero una parte, Cosmo le dice a Wanda que es “fastidiosa”. Con la magia de los Pixies inundando el Mundo Mágico, Cosmo envía a Wanda a la Tierra por el puente arco iris antes de que este se disuelva y al caer Wanda, gritándole a Cosmo que no es fastidiosa.
Ahora que los Pixies tomaron el Mundo Mágico y el Payaso Bob hizo al mundo un lugar seguro, los únicos que se divierten son los adultos y los Pixies. Pronto, Bob comienza a cuestionar si lo que está haciendo es lo que realmente quiere. Luego, Bob escucha a H.P. y a Sanderson alardeando sobre cómo lo habían manipulado para poder gobernar el Mundo Mágico. Bob se da cuenta de que Timmy tenía razón sobre los Pixies todo el tiempo, y decide abrazar su legado de payaso para volver todo a la normalidad.
Timmy intenta desear que todo vuelva a ser normal pero, con los Pixies a cargo de la magia, no hay forma de anular el contrato. Timmy y Wanda temen que todo esté perdido, pero Bob aparece con su disfraz de payaso diciendo que aún hay esperanza. Como los Pixies lo habían criado para ser un empresario aburrido, Bob fue capaz de identificar un hueco legal en el contrato. Timmy y Bob reclutan a los niños para hacer a la Tierra lo más divertida posible, mientras impiden que los adultos y la Guardia Pixie los detengan. Los Pixies pronto se enteran de lo sucedido y bajan a la Tierra.
H.P. y Sanderson admiten haber usado a Bob para cumplir con sus planes, pero Sanderson le recuerda a Bob de que aún tienen el contrato. Bob admite que el contrato es enteramente vinculante pero, sin embargo, establece que el mundo será divertido "según lo defina Bob". Bob entonces afirma que su nueva definición de "divertido" es que todo sea como debió haber sido siempre, obligando a los Pixies a declarar la derrota. H.P. rompe el contrato y usa su teléfono para hacer que todo en la Tierra y en el Mundo Mágico vuelva a ser normal.
Wanda reúne a Bob con sus padres, quienes lo habían estado buscando durante 37 años, y vuelve a verse con Cosmo y quien le celebra por haber salvado todo pero le dice que a veces arruina la diversión. Todo parece ser normal hasta que Gary y Betty Alegre abren un nuevo Aprendetorium. Cosmo y Wanda usan su magia para hacer que todo en el Aprendetorium sea divertido y dan un concierto de rock. Los padres de los niños finalmente ven lo mucho que se están divirtiendo sus hijos, y deciden acompañarlos.
En los créditos, se observa a H.P. y a Sanderson regresando a su sede en bicicleta, sugiriendo que la próxima vez intentaran un plan de 6 semanas.